# Rivière René-Lévesque
La rivière René-Lévesque est une rivière de la Côte-Nord au Québec (Canada). Autrefois connue comme la partie supérieure de la rivière Caniapiscau, elle a été renommée en 1997 afin de refléter le fait que le cours supérieur de la rivière est coupé du cours inférieur depuis l'aménagement du réservoir de Caniapiscau, dans le cadre de la première phase du complexe La Grande.
Elle a été nommée en hommage à René Lévesque (1922-1987), 23e premier ministre du Québec, à l'occasion du 10e anniversaire de son décès. 

## Géographie

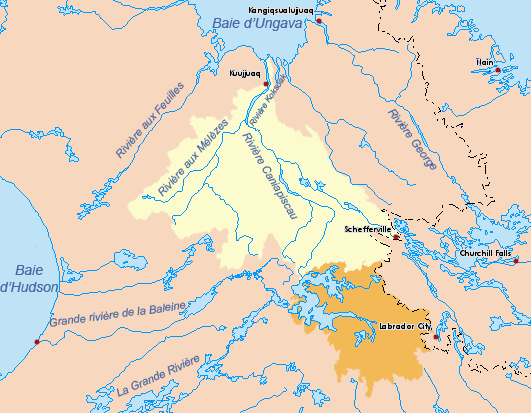
Sous bassin versant du réservoir de Caniapiscau (orange).

La rivière draine un bassin versant de 20 300 km2 à la station hydrologique située à 4 km en amont de la décharge du lac Chartier. La rivière prend sa source au lac Sevestre dans les monts Otish. Elle traverse plusieurs plans d'eau importants sur son parcours de 200 km, dont les lacs Gensart, Opiscotéo, Vignal et Chambeaux.
L'embouchure de la rivière René-Lévesque est située dans la partie sud-ouest du réservoir de Caniapiscau, à la base de la presqu'île Le Point de Mire, qui tire son nom d'une émission d'affaires publiques qu'animait l'ancien premier ministre à la télévision de Radio-Canada, entre 1956 et 1959.